# Clitocybe americana
Clitocybe americana är en svampart som beskrevs av Howard Elson Bigelow 1976. Clitocybe americana ingår i släktet Clitocybe och familjen Tricholomataceae.   Inga underarter finns listade i Catalogue of Life.